# قطر زاویه‌ای
قطر زاویه‌ای یک جسم که از فاصلهٔ مشخصی دیده می‌شود، بزرگی زاویه‌ای آن جسم از چشم ناظر است که با زاویه اندازه گرفته شود. قطر زاویه‌ای یک جسم، قطر تصویر آن جسم بر صفحه‌ای عمود بر مسیر دید است.

## فرمول‌ها

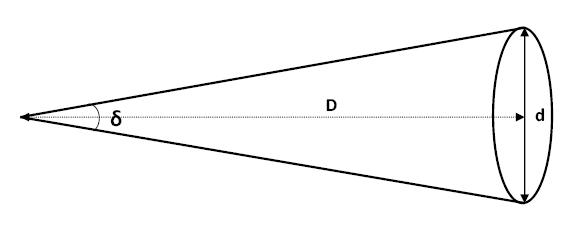
طرح‌وارهٔ فرمول قطر زاویه‌ای

قطر زاویه‌ای یک جسم از فرمول زیر قابل محاسبه است:
{\displaystyle \delta =2\arctan \left({\frac {1}{2}}\,d/D\right),}
که در آن {\displaystyle \delta } قطر زاویه‌ای، {\displaystyle d} قطر جسم و {\displaystyle D} فاصلهٔ ناظر تا جسم است. زمانی‌که {\displaystyle D} خیلی بزرگ‌تر از {\displaystyle d} باشد، {\displaystyle \delta } می‌تواند با فرمول {\displaystyle \delta =d/D} تقریب زده شود، که نتیجه‌اش بر حسب رادیان است.
در مورد یک جسم کروی با قطر واقعی {\displaystyle d_{\mbox{act}}}، قطر زاویه‌ای با این فرمول محاسبه می‌شود:
{\displaystyle \delta =2\arcsin \left({\frac {1}{2}}\,d_{\mbox{act}}/D\right);}
تفاوت در اینجاست که هنگامی که به کره‌ای نگاه می‌کنیم، لبه‌هایی که می‌بینیم، نقاط تماس دید ما با لبه‌های کره است که نیمکرهٔ سمت ما واقع شده است.